# ジェリー イン ザ メリィゴーラウンド
『ジェリー イン ザ メリィゴーラウンド』は、安野モヨコによる日本の漫画作品。ファッション雑誌「CUTiE」に1996年から1998年にかけて連載された。後に単行本と電子書籍として新装版が刊行された。

## テレビドラマ
テレビ東京で1998年4月5日から6月28日まで土曜深夜26:25-26:55にテレビ放送された。

### あらすじ
女子高生の四倉ミリが、自分の誕生日に父親が逮捕され生き別れの双子の兄である四倉健太(モモ)と再会し同居をし始める。すると突然ヒカル、カツヤ、ヒデキが家に乗り込んて来て4人の男と一緒に暮らすようになりミリに男性としてモデル活動することを勧めてくる。

### 登場人物
四倉ミリ
男性になりたいと思っている16歳の少女。男性モデルとして活動を始める。
四倉健太
四倉ミリの双子の兄。本名の「健太」は用いず女性名の「モモ」を名乗って生活し、女性モデルとして活動する中でヒデキに想いを寄せるようになる。
ヒカル
四倉ミリがクラブで見かけた、モデルを務める18歳の青年。
カツヤ
ヒカルとヒデキの友人で、モデルを務める18歳の青年。
ヒデキ
ヒカルとカツヤの友人で、モデルを務める18歳の青年。四倉健太と親しくなっていく。
中村
モデル事務所「キングエージェンシー」に勤める若い女性。四倉ミリの中性的な容姿に目をつけ、彼女を男性モデル「四倉ミリオ」として売り出そうと考える。
れんげ
ヒカルの元恋人。ヒカルの兄であるユウジと交際している。
ユウジ
ヒカルの兄。ヒカルと喧嘩をした後れんげと付き合うことになった。
ミホ
モデルとして活動する少女。
四倉文雄
四倉ミリと四倉健太の父親。
三井智則
四倉ミリが映画「BLACK BIRD」で共演することになった人気俳優。

### キャスト
- 出演者
  - ミリ：YUKO（FLIP FLAP）
  - モモ：AIKO（FLIP FLAP）
  - ヒデキ：柏原収史　
  - カツヤ：櫻田宗久
  - 中村：藤井かほり　
  - パパ：山崎一
  - 伏石泰宏
  - 長崎萠
  - 荒木誠
  - ヒカル：井手大介
- 脚本　
  - 伊丹あき
- 撮影
  - 金谷宏二
- 演出
  - 桧垣雄二
  - 下山天
- 音楽
  - 土井宏紀
- 企画製作
  - テレビ東京

### 主題歌
小川七生「実際の恋だもんね」